# Сугано (Терни)
Сугано је насеље у Италији у округу Терни, региону Умбрија.
Према процени из 2011. у насељу је живело 338 становника. Насеље се налази на надморској висини од 435 м.